# Arrondissement di Mirande
L'arrondissement di Mirande è un arrondissement dipartimentale della Francia situato nel dipartimento del Gers, nella regione Occitania.

## Storia
Fu creato nel 1800 sulla base dei preesistenti distretti.

## Composizione
L'arrondissement è composto da 150 comuni raggruppati in 8 cantoni:
- cantone di Aignan
- cantone di Marciac
- cantone di Masseube
- cantone di Miélan
- cantone di Mirande
- cantone di Montesquiou
- cantone di Plaisance
- cantone di Riscle